# 영덕 유금사 삼층석탑
영덕 유금사 삼층석탑(盈德 有金寺 三層石塔)은 대한민국 경상북도 영덕군 유금사에 있는, 남북국 시대 신라의 삼층석탑이다. 1980년 9월 16일 대한민국의 보물 제674호로 지정되었다.

## 개요
유금사 법당 뒷마당에 서 있는 석탑으로, 2단의 기단(基壇) 위에 3층의 탑신(塔身)을 올린 모습이다.
아래·위층 기단은 네 귀퉁이와 각 면의 중앙에 기둥 모양을 새기고, 각 기단의 윗면에는 2단의 괴임을 두어 윗돌을 받치도록 하였다. 탑신은 몸돌과 지붕돌을 각각 하나의 돌로 만들었다. 층마다 네 모서리에 기둥 모양이 새겨져있을 뿐 다른 꾸밈은 없다. 지붕돌은 밑면에 4단의 받침을 두고 있으며, 네 귀퉁이에서 살짝 치켜올려져 있다. 꼭대기에는 둥근 돌을 차례로 얹어 놓았는데, 훗날 보충해 놓은 것이어서 탑과는 잘 어울리지 않는 모습이다.
각 층의 크기가 줄어드는 정도가 적당하며, 적당히 큰 기단부에 의해 안정감이 느껴진다. 각 기단의 면 가운데에 기둥이 하나씩 새겨져 있는 것과 지붕돌 밑면의 받침이 4단인 것 등으로 보아 통일신라 후기에 세워진 탑으로 짐작된다.

## 같이 보기
- 유금사

## 참고 자료
- 영덕 유금사 삼층석탑 - 국가유산청 국가유산포털